# Шоколадный Банк
«Шоколадный Банк» (кор. 초코 뱅크; англ. Choco Bank) — южнокорейский веб-сериал и телесериал 2016 года, созданный Cheil Worldwide Inc. для Комиссии по Финансовым Услугам (FSC). Он состоит из шести эпизодов о финансовом управлении стартап-бизнеса. Веб-драма собрала 2,519,849 просмотров за неделю с 15 февраля по 21 февраля 2016 года, сообщил cons TV.

## Сюжет
Шоколадный Банк — это человек по имен Ким Ын Хэн. Его отец дал ему это имя, потому что означает «банк» на корейском языке, и хотел, чтобы его сын заработал и сохранил много денег. Ким Ын Хэн — выпускник колледжа, который готовится начать работать. На его примере показаны реальные проблемы молодых людей от 20 лет, которые начинают свою карьеру — так сам главный герой был безработным в течение пяти лет. Позже он встречает девушку по имени Ха Чоко (Пак Ынбин), которая управляет магазином шоколада.
Также внимание дорамы сосредоточено на мире финансового менеджмента и прочего в этом роде.

## Актёры
- Ким Чон Ин — Ким Ын Хэн
- Пак Ын Бин — Ха Чо Ко
  - Пак Со Ён — молодая Чо Ко
- Ён Чжун Сок — Бэ Даль Су
- Ли Иль Хва — Мать Ын Хэна
- Ли Чхэ Вон — Хон Чэ Ри
- Ким Ён Хи — Домовладелец Чо-ко
- Ким Сок — Работник финансового банка

## Саундтреки
| №  | Название                | Artist                                         | Длительность |
| -- | ----------------------- | ---------------------------------------------- | ------------ |
| 1. | «Pounding Love»         | CLC                                            | 3:58         |
| 2. | «Pounding Love» (Inst.) | CLC                                            | 3:58         |
| 3. | «You're Sweet»          | Vanilla Man (Vanilla Acoustic) feat. Joo Ye In | 3:07         |
| 4. | «A Walk»                | Han All                                        | 3:02         |
| 5. | «I'll Cry»              | Ким Джису                                      | 3:21         |

## Награды и номинации
| Год  | Премия             | Категория         | Номинация  | Результат |
| ---- | ------------------ | ----------------- | ---------- | --------- |
| 2017 | 12th Soompi Awards | Лучший Веб-сериал | Choco Bank | Номинация |